# Omiodes poliochroa
Omiodes poliochroa is een vlinder uit de familie van de grasmotten (Crambidae). De wetenschappelijke naam van deze soort is voor het eerst voorgesteld als Pilocrocis poliochroa door George Francis Hampson in een publicatie uit 1917.
De soort komt voor in Peru.